# Hollerstetten
Hollerstetten ist ein Ortsteil der Stadt Velburg im Landkreis Neumarkt in der Oberpfalz in Bayern.  

## Geographische Lage
Das Kirchdorf liegt im Oberpfälzer Jura der Südlichen Frankenalb auf ca. 463 m über NHN rechts der Schwarzen Laber. Auf dem südöstlich sich erhebenden Kellerberg (610 m über NHN) befindet sich die Burgruine Adelburg. Westlich erhebt sich der Fuchsschlagberg bis zu 547 m über NHN.

## Verkehr
Durch den Ort verläuft die Staatsstraße 2251; sie führt südlich nach Eichenhofen als nächstgelegenen Ort und nördlich zum Gemeindesitz. 1 km  nördlich des Ortes verläuft die Autobahn A 3; die nächsten Ausfahrten sind die AS Velburg bzw. AS Parsberg.

## Ortsnamendeutung
Der Ortsname wird im Zusammenhang mit dem althochdeutschen Wort „halr“ für „Mann, Held“ gesehen, ist  demnach als Ansiedelung des Haler zu deuten.

## Geschichte
Der Ort erscheint urkundlich erstmals um 1130 als „Holrsteten“. Im 13. Jahrhundert tritt ein Ulrich Türk/Tuck zu Hollerstetten als Siegler auf. Im 15. und 16. Jahrhundert kam es zu Besitzwechseln von Höfen und der Mühle des Ortes; so erwarb 1527 der adelige Hans Adam Wiesbeck, Inhaber der herzoglich-bayerischen Herrschaft Velburg, von einer Erbengemeinschaft einen Hof zu Hollerstetten. Der Ort unterstand dem Amt Velburg. Um 1600 gehörten diesem Amt in Hollerstetten die Mühle, 2 Höfe und 7 Güter. Auch die Hofmark Froschau hatte Untertanen in Hollerstetten, die jedoch – so 1734 – mit dem Amt Velburg strittig waren. Gegen Ende des Alten Reiches, um 1800, bestand der Ort im Amt Velburg aus 22 Anwesen unterschiedlicher Größe, nämlich 3 Ganzhöfen (einer davon der Hofmark Froschau gehörend), 4 Viertelhöfen (auch hiervon einer der Hofmark Froschau gehörend), 6 Achtelhöfen, 6 Sechszehntelhöfen und 3 „Häusln“ ohne nennenswerten Grund. Als 1860 ein Anwesen zur Versteigerung kommt, heißt es in der Ausschreibung: „Haus, mit Stroh gedeckt, einstöckig, mit Stallung, Schweinstall, hölzernem, mit Stroh gedecktem Stadel, Wurzgarten und Hofraum.“
Im neuen Königreich Bayern (1806) wurden zunächst Steuerdistrikte aus jeweils mehreren Orten gebildet. Hollerstetten gehörte mit den Dörfern Oberweiling, Reckenhofen, Finsterweiling und den Einöden Froschau und Haumühle zum Steuerdistrikt Oberweiling im Landgericht Parsberg (dem späteren Landkreis Parsberg). Als mit dem zweiten Gemeindeedikt von 1818 dieser Steuerdistrikt zur Ruralgemeinde wurde, gehörte zu deren Bestand wiederum Hollerstetten. Hierbei blieb es bis zur Gebietsreform in Bayern, als die Gemeinde am 1. Januar 1972 in die Stadt Velburg eingegliedert wurde. Seitdem ist Hollerstetten ein amtlich benannter Ortsteil von Velburg.
Die Kinder gingen spätestens seit dem 19. Jahrhundert 1,2 km weit in das Pfarrdorf Oberweiling zur Schule, wo schon 1676 ein Lehrer genannt ist und wo der Lehrer um 1835 zugleich Mesner und Organist, später Chorregent und Organist war. 1908 wurde dort ein neues Schulhaus errichtet und das alte verkauft. Um 1938 unterrichteten zwei „weltliche Lehrer“.

### Einwohner- und Gebäudezahl
- 1836: 116 Einwohner, 19 Häuser,[11]
- 1867: 73 Einwohner, 42 Gebäude, 1 Kirche,[12]
- 1871: 102 Einwohner, 49 Gebäude, im Jahr 1873 einen Großviehbestand von 4 Pferden und 73 Stück Rindvieh,[13]
- 1900: 113 Einwohner, 22 Wohngebäude,[14]
- 1925: 118 Einwohner, 22 Wohngebäude,[15]
- 1938: 118 Einwohner (nur Katholiken),[16]
- 1950: 132 Einwohner, 24 Wohngebäude,[17]
- 1987: 126 Einwohner, 35 Wohngebäude, 36 Wohnungen.[18]

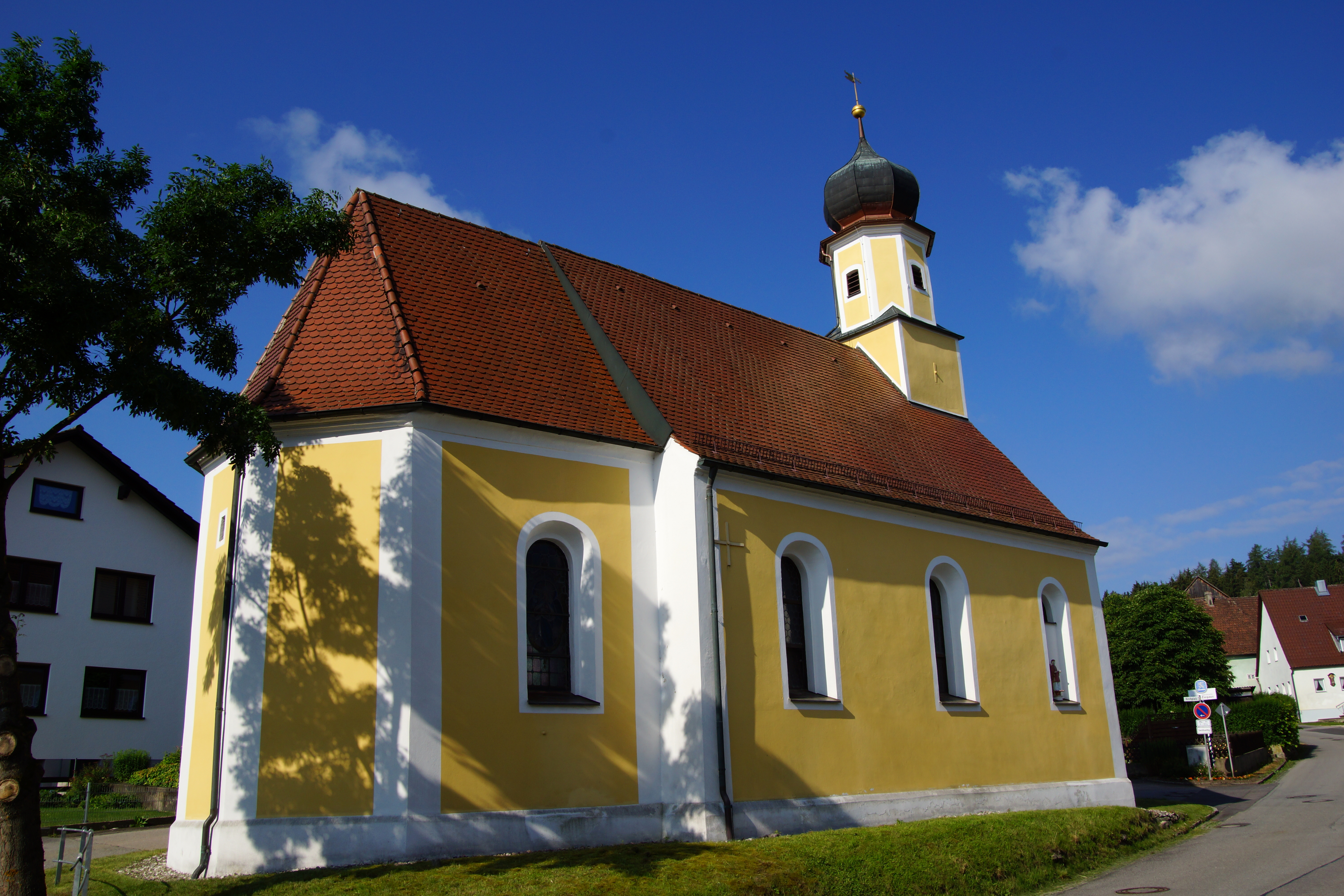
Die Filialkirche St. Stephan

### Kirchliche Verhältnisse
Hollerstetten gehört mit der 1428 erstmals genannten Filialkirche St. Stephan zur katholischen Pfarrei Oberweiling im Pfarrverband Velburg des Bistums Eichstätt. Diese Pfarrei war unter Pfalz-Neuburg 1548 bis 1620 reformatorisch; den jeweiligen Glaubenswechsel mussten auch die Untertanen in Hollerstetten vollziehen. 1676 stellten die Bauern von Hollerstetten einen eigenen Mesner zum Läuten des Ave und bei Unwettern auf. 1726 wurde der Altar renoviert und ein neues Altarblatt aufgestellt. 1755 kam es schließlich zum Neubau der Filialkirche im Barockstil. 1938 stand in der Kirche eine „sehr alte“ Orgel mit 3 Registern.

## Baudenkmäler
Die Filialkirche St. Stephan, ein Mühlengebäude wohl aus dem 17. Jahrhundert, das Wohnhaus eines Bauernhauses, bezeichnet 1794, ein Bildstock nördlich des Ortes, bezeichnet 1891, sowie die Ruine Adelburg sind in die Bayerische Denkmalliste aufgenommen.
Siehe auch Liste der Baudenkmäler in Velburg#Hollerstetten